# Delphinium peregrinum
Delphinium peregrinum es una hierba fanerógama de la familia Ranunculaceae. Sus nombres comunes: דרבנית סגולה (hebreo), "violet larkspur" (inglés) 
Tiene tallos erectos (15-) 30 a 80 cm, pruinosos, todo pubescentes o solo en la base, con escamas ascendentes. Hojas  1 (-2) palmatisectas, con lineaduras lanceoladas; las superiores enteras. Flores violeta intensa o violeta azulino. El perianto (4 pétalos) mínimamente pubescentes por fuera, uno lateral de 7 a 10 mm, más corto que el espolón. Los sépalos más largos que el perianto; es 3 a 6 veces más largo que ancho. Los frutos tienenmuchas semillas pubescentes.

## Veneno
Todas las partes de la planta contiene el alcaloide delfinidina que es muy tóxico: vómitos al ingerirlo, si es en grandes cantidades provoca la muerte. En minúsculas cantidades, los extractos se usan en medicina herbal peregrinum. (enlace roto disponible en Internet Archive; véase el historial, la primera versión y la última).

## Distribución
Albania,  Argel,  Andorra,  Bulgaria,  Creta,  Croacia,  Islas East Aegean,  Macedonia,  Grecia,  Israel, Palestina, Sierra Nevada.

## Algunas variades y formas intraespecíficas
- D. peregrinum var. gracile (DC.) Sennen & Pau
- D. peregrinum f. juncea Willk.
- D. peregrinum var. elongatum Boiss.
- D. peregrinum var. longipes Boiss.
- D. peregrinum L. var. cardiolpetalum (DC.) Lange
- D. peregrinum L. var. confertum Boiss.
- D. peregrinum L. var. halteratum (Sibth. & Sm.) Coss.
- D. peregrinum L. var. junceum (DC.) Bég. & Vacc.
- D. peregrinum L. var. laxum Gatt. & Maire
- D. peregrinum L. var. macrosiphon Sennen
- D. peregrinum L. subsp. peregrinum
- D. peregrinum L. var. rifanum Maire & Sennen
- D. peregrinum L. var. verdunense (Balb.) Maire

Es parasitada por la planta Cuscuta.ID=4254